# 1. Festival slovenske domoljubne pesmi Mati Domovina
1. Festival slovenske domoljubne pesmi Mati Domovina katerega ustanovitelj in direktor je Anton Krkovič, se je premierno odvil 16. decembra 2012 v športni dvorani v Kočevju.

## O prireditvi
Pireditev sta vodila Nataša Bolčina Žgavec in Roman Končar. Izvedenih je bilo 24 domoljubnih pesmi, ki so jih izvajali različni glasbeniki. Umetniški vodja in dirigent festivala je bil Tomaž Habe. Dirigentsko palico so prijeli še Lojze Krajnčan, Patrik Greblo, Helena Vidic in Simon Krečič. Za glasbeno spremljavo so skrbeli veliki revijski orkester SNG Opera in balet Ljubljana, Orkester Slovenske vojske, Policijski pihalni orkester, za vokalno spremljavo pa mešani pevski zbor KGB Ljubljana. Oddajo pa so za TV občinstvo premierno predvajali 19. decembra 2012 na 1. programu RTV Slovenija.

## Lista
| #  | Skladba                                                              | Izvajalec/-ka                                        |
| -- | -------------------------------------------------------------------- | ---------------------------------------------------- |
| 1  | »Pozdrav Sloveniji« (V. Štrucl)                                      | Orkester Slovenske vojske, Policijski orkester       |
| 2  | »Na svoji zemlji« (M. Kozina)                                        | Veliki revijski orkerster SNG Ljubljana              |
| 3  | »Viharnik vrh gora« (S. Avsenik)                                     | Mešani pevski zbor KGB Ljubljana                     |
| 4  | »Lepa je dežela naša« (V. Petrič / T. Pavček)                        | Darko Vidic                                          |
| 5  | »Srečno, mlada Slovenija« (L. Slak / I. Sivec)                       | Ansambel Spev                                        |
| 6  | »Rož, Podjuna, Zila« (P. Kernjak / J. Mikula, J. Olip)               | Mešani pevski zbor KGB Ljubljana                     |
| 7  | »Podarjeno srcu« (Aleksander Mežek)                                  | Aleksander Mežek                                     |
| 8  | »Pesem o reki« (L. Krajnčan / D. Velkaverh)                          | Iva Stanič                                           |
| 9  | »Solinar« (E. Hrovatin / S. Bajc)                                    | Faraoni                                              |
| 10 | »Kot ljubezen« (S. Avsenik ml. / B. Golob)                           | Drašček, Derenda, Vrčkovnik, Černe / Slovenski oktet |
| 11 | »Ni bilo zaman« (P. Greblo / M. Dekleva)                             | Ana Dežman                                           |
| 12 | »Moj očka ima konjička dva« (ljudska)                                | Slovenski oktet                                      |
| 13 | »Ptica vrh Triglava« (M. Dekleva / D. Velkaverh)                     | Branko Robinšak                                      |
| 14 | »Moja dežela« (J. Golob / D. Velkaverh)                              | Mešani pevski zbor KGB Ljubljana                     |
| 15 | »Ljubim te Slovenija« (Oto Pestner )                                 | Oto Pestner                                          |
| 16 | »Ljubim te Ljubljana bela« (B. Adamič / M. Hafner)                   | Norina Radovan                                       |
| 17 | »Zemlja« (T. Habe / Č. Šinkovec, T. Habe)                            | Branko Robinšak, Jože Vidic                          |
| 18 | »Slovenskega naroda sin« (T. Domicelj)                               | Tomaž Domicelj                                       |
| 19 | »Z Goričkega v Piran« (M. Tomassini / V. Kreslin)                    | Nova legija                                          |
| 20 | »Tam kjer sem doma« (J. Privšek / M. Košuta)                         | Jože Vidic                                           |
| 21 | »Kjer lastovke gnezdijo« (F. Mihelič / I. Sivec)                     | Ansambel Franca Miheliča                             |
| 22 | »Slovenija, od kod lepote tvoje« (S. Avsenik, V. Ovsenik / M. Stare) | Slaven Kulenović in orkester SNG Ljubljana           |
| 23 | »Mati Domovina« (A. Krkovič)                                         | Oto Pestner                                          |
| 24 | »Kozorog« (V. Štrucl)                                                | Orkester Slovenske vojske, Policijski orkester       |